# 中深川駅
中深川駅（なかふかわえき）は、広島県広島市安佐北区深川五丁目にある、西日本旅客鉄道（JR西日本）芸備線の駅である。駅番号はJR-P07。

## 歴史
- 1923年（大正12年）12月8日：芸備鉄道の仮停留場として開設[2]。
- 1924年（大正13年）9月20日：駅に昇格[2]。
- 1937年（昭和12年）7月1日：芸備鉄道買収により国有化[2]。
- 1948年（昭和23年）5月10日：小手荷物扱い開始[3]。
- 1971年（昭和46年）12月20日：業務委託駅から無人駅（簡易委託駅）となる[4][5]。小手荷物の取扱廃止[6]。
- 1973年（昭和48年）5月1日：国鉄（→JR）の特定都区市内制度における「広島市内」の駅となる[7][注釈 1]。
- 1977年（昭和52年）3月11日：構内の踏切でトラックと急行「ちどり1号」が衝突脱線。運転士が死亡、乗客10人が重軽傷[8]。
- 1978年（昭和53年）3月：簡易駅舎に改築[9]。
- 1987年（昭和62年）4月1日：国鉄分割民営化により西日本旅客鉄道（JR西日本）に継承[2]。
- 2000年（平成12年）：簡易委託による乗車券発売終了。完全無人化。
- 2007年（平成19年）
  - 8月：ICOCA対応IC専用改札機設置。
  - 9月1日：ICカード「ICOCA」の利用が可能となる。

## 駅構造
広島方面に向かって右側に単式ホーム1面1線を有する地上駅（停留所）。広島駅管理の無人駅だが、ホーム上に上深川駅等と共通のデザインを持つ待合所タイプの駅舎を備えており、その中に自動券売機や直立式のICカード読取機の設置がある。
ICOCA（相互利用可能ICカードはICOCAの項を参照）が利用可能。JRの特定都区市内制度における「広島市内」の駅である。

## 利用状況
以下の情報は、広島市統計書及び広島市勢要覧に基づいたデータである。
| 年度               | 1日平均 乗車人員 | 年度毎 総数 | 定期券 総数 | 普通券 総数 |
| ------------------ | ---------------- | ----------- | ----------- | ----------- |
| 1968年（昭和43年） | 437.2            | 319,181     | 263,778     | 55,403      |
| 1969年（昭和44年） | 403.9            | 294,880     | 242,950     | 51,930      |
| 1970年（昭和45年） | 391.5            | 285,796     | 231,782     | 54,014      |
| 1971年（昭和46年） | 407.4            | 298,240     | 242,082     | 56,158      |
| 1972年（昭和47年） | 367.5            | 268,297     | 221,218     | 47,079      |
| 1973年（昭和48年） | 386.1            | 281,869     | 228,384     | 53,485      |
| 1974年（昭和49年） | 442.2            | 322,770     | 254,978     | 67,792      |
| 1975年（昭和50年） | 442.9            | 324,228     | 243,690     | 80,538      |
| 1976年（昭和51年） | 378.3            | 276,177     | 195,274     | 80,903      |
| 1977年（昭和52年） | 365.3            | 266,667     | 191,216     | 75,451      |
| 1978年（昭和53年） | 327.6            | 239,168     | 179,302     | 59,866      |

以上の1日平均乗車人員は、乗車数と降車数が同じであると仮定し、年度毎総数を365（閏年が関係する1971・1975年は366）で割った後で、さらに2で割った値を、小数点第二位で四捨五入。小数点一位の値にした物である。
| 年度                | 1日平均 乗車人員 |
| ------------------- | ---------------- |
| 1979年（昭和54年）  | 302              |
| 1980年（昭和55年）  | 337              |
| 1981年（昭和56年）  | 368              |
| 1982年（昭和57年）  | 353              |
| 1983年（昭和58年）  | 371              |
| 1984年（昭和59年）  | 349              |
| 1985年（昭和60年）  | 342              |
| 1986年（昭和61年）  | 325              |
| 1987年（昭和62年）  | 351              |
| 1988年（昭和63年）  | 356              |
| 1989年（平成 元年） | 361              |
| 1990年（平成02年）  | 364              |
| 1991年（平成03年）  | 381              |
| 1992年（平成04年）  | 365              |
| 1993年（平成05年）  | 330              |
| 1994年（平成06年）  | 327              |
| 1995年（平成07年）  | 316              |
| 1996年（平成08年）  | 343              |
| 1997年（平成09年）  | 351              |
| 1998年（平成10年）  | 369              |
| 1999年（平成11年）  | 391              |
| 2000年（平成12年）  | 376              |
| 2001年（平成13年）  | 352              |
| 2002年（平成14年）  | 346              |
| 2003年（平成15年）  | 341              |
| 2004年（平成16年）  | 352              |
| 2005年（平成17年）  | 348              |
| 2006年（平成18年）  | 360              |
| 2007年（平成19年）  | 376              |
| 2008年（平成20年）  | 381              |
| 2009年（平成21年）  | 395              |
| 2010年（平成22年）  | 389              |
| 2011年（平成23年）  | 395              |
| 2012年（平成24年）  | 393              |
| 2013年（平成25年）  | 384              |
| 2014年（平成26年）  | 388              |
| 2015年（平成27年）  | 403              |
| 2016年（平成28年）  | 426              |
| 2017年（平成29年）  | 412              |
| 2018年（平成30年）  | 340              |
| 2019年（令和 元年） | 365              |
| 2020年（令和02年）  | 298              |
| 2021年（令和03年）  | 306              |
| 2022年（令和04年）  | 322              |

乗車数グラフ

## 駅周辺
駅舎側には住宅地が広がり、反対側（広島県道37号線側）にはロードサイド店舗や住宅街（深川台団地など）がある。
- 高陽ニュータウン
- 広島中深川郵便局
- 広島市立高陽中学校
- 広島市立深川小学校
- 広島市立亀崎中学校
- 広島市安佐北区役所高陽出張所
- 広島市高陽体育館
- 広島県立広島特別支援学校
- 広島県立高陽東高等学校
- アクロスプラザ高陽
- 広島県道37号広島三次線（白木街道）
- 広島県道70号広島中島線（深川通り）

## バス路線
中深川駅周辺には広島県道37号線沿いにある「高陽中学校前」停留所のほか、「中深川」（中深川口）停留所、「高陽出張所前」停留所があり、広島交通・広交観光・広島バス・中国JRバス が発着する。
高陽中学校前 バス停（上深川方面）
- 30-6,32-6 深川線（深川台系統）（広島交通） 深川台方面
- 雲芸南線（中国JRバス） 上深川駅前・研創方面 平日3本、土休日1本のみ
- 井原線 新玖村橋系統 / 北部医療センター系統（広交観光） 上深川駅前方面
- 29 深川線（広島バス） 小河原車庫方面 平日5本、土休日4本のみ

高陽中学校前 バス停（地区センター方面）
- 30,32 深川線（深川台系統）（広島交通） 矢口方面
- 雲芸南線（中国JRバス） 矢口方面  平日3本、土休日2本のみ
- 井原線 新玖村橋系統（広交観光） 地区センター・玖村駅前方面
- 井原線 北部医療センター系統（広交観光） 地区センター・可部中央・北部医療センター方面 平日のみ2本
- 29 深川線（広島バス） 地区センター方面 平日5本、土休日4本のみ

中深川バス停・中深川口バス停（上深川方面）
- 30-6,32-6 深川線（深川台系統）（広島交通） 深川台方面
- 30-8,32-8 深川線（可部経由 大林、桐陽台系統）（広島交通） 下深川・可部上市方面
- 雲芸南線（中国JRバス） 上深川駅前・研創方面 平日3本、土休日1本のみ
- 可部・高陽団地線（広島交通） 北部医療センター・可部上市方面 平日のみ1日3本
- 井原線 新玖村橋系統 / 北部医療センター系統（広交観光） 上深川駅前方面
- 29 深川線（広島バス） 小河原車庫方面 平日5本、土休日4本のみ

中深川バス停・中深川口バス停（地区センター方面）
- 30,32 深川線 矢口方面（広島交通）
- 雲芸南線（中国JRバス） 矢口方面  平日3本、土休日2本のみ
- 可部・高陽団地線（広島交通） 高陽車庫方面 平日4本、土曜1本のみ
- 井原線 新玖村橋系統（広交観光） 地区センター・玖村駅前方面
- 井原線 北部医療センター系統（広交観光） 地区センター・可部中央・北部医療センター方面 平日のみ2本
- 29 深川線（広島バス） 地区センター方面 平日5本、土休日4本のみ

高陽出張所前 バス停（下深川方面）
- 30-8,32-8 深川線（可部経由 大林、桐陽台系統）（広島交通） 下深川・可部上市方面
- 可部・高陽団地線（広島交通） 北部医療センター・可部上市方面 平日のみ1日3本

高陽出張所前 バス停（上深川・高陽車庫方面）
- 30,32 深川線（可部経由 大林、桐陽台系統）（広島交通） 中深川・矢口方面
- 可部・高陽団地線（広島交通） 中深川・高陽車庫方面 平日4本、土曜1本のみ

## 隣の駅
西日本旅客鉄道（JR西日本）
 芸備線
■快速「みよしライナー」
通過
■普通
上深川駅 (JR-P08) - 中深川駅 (JR-P07) - 下深川駅 (JR-P06)